# Salarias fasciatus
Salarias fasciatus är en fiskart som först beskrevs av Bloch, 1786.  Salarias fasciatus ingår i släktet Salarias och familjen Blenniidae. Inga underarter finns listade i Catalogue of Life.